# M82 (天体)
座標:  09h 55m 52.430s, +69° 40′ 46.93″
M82 (NGC 3034) は、おおぐま座にある不規則銀河。距離は1200万光年。

## 概要
双眼鏡では小さくぼんやりと見える。口径5cmの望遠鏡では、細長い姿を見ることができる。6cmの望遠鏡では、周辺のでこぼこや片方が明るいのが分かってくる。中心部の複雑な様相は、この口径でも観察できる。4インチ屈折でマラスは「非常に多くの大小様々の明るい光点が示され、正しく諸うつつする宇宙の様相を思わせる」とした。M81の丸い形との対照が面白い。その形から葉巻銀河 (Cigar Galaxy) ともいう。
M81とM82はM81銀河団と呼ばれる同一の銀河団に所属しており、お互いの銀河の中心核は15万光年しか離れていない。数千万年前、M81とM82は接近遭遇し、M82は巨大なM81の重力の影響を受けて変形させられている。
M81に近接されたためにスターバーストが引き起こされているスターバースト銀河である。また中心部から極方向に向かって、電離した水素ガスが吹き出している。これは「スーパーウィンド」という。
チャンドラX線観測衛星により、中心部から600光年離れたところからX線が観測された。X線源には、太陽の約500倍の質量を持つ中型ブラックホールがあると考えられている。

## 構造
この銀河は不規則銀河で考えられていたが、2005年の M82 の近赤外線(NIR) 画像で2 本の対称的な渦巻き腕が発見ためこの銀河は渦巻銀河の可能性も指摘されている。

## 観測史
1774年にヨハン・ボーデがM81と同時に発見した。ボーデは「星雲状の光斑で青く楕円」としている。1781年シャルル・メシエは「星のない星雲でM81に先行、M81ほどはっきりしない。望遠鏡で同じ視野にみえる。端に微星があり、微かで全体がのびている」とした。ジョン・ハーシェルは「非常に大きく明るく、腕が出ている」としている。スミスは「長くて狭く、北端が明るく、M81より青白い」と記した。1871年ロス卿は「ボーデの星雲。奇妙に曲がりくねった腕がある」とした。

## 画像

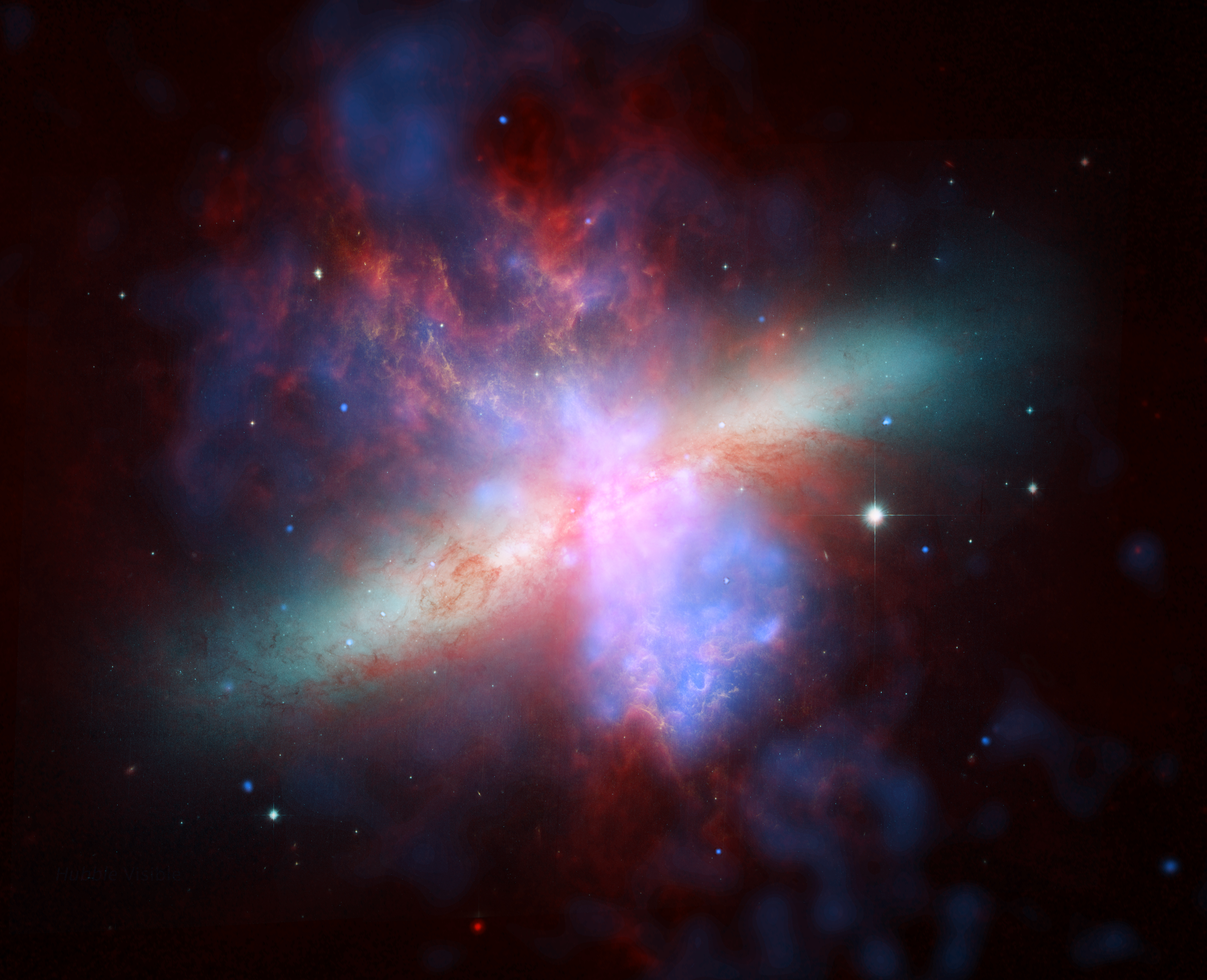
M82（チャンドラ、ハッブル、スピッツァーのデータの統合処理画像）
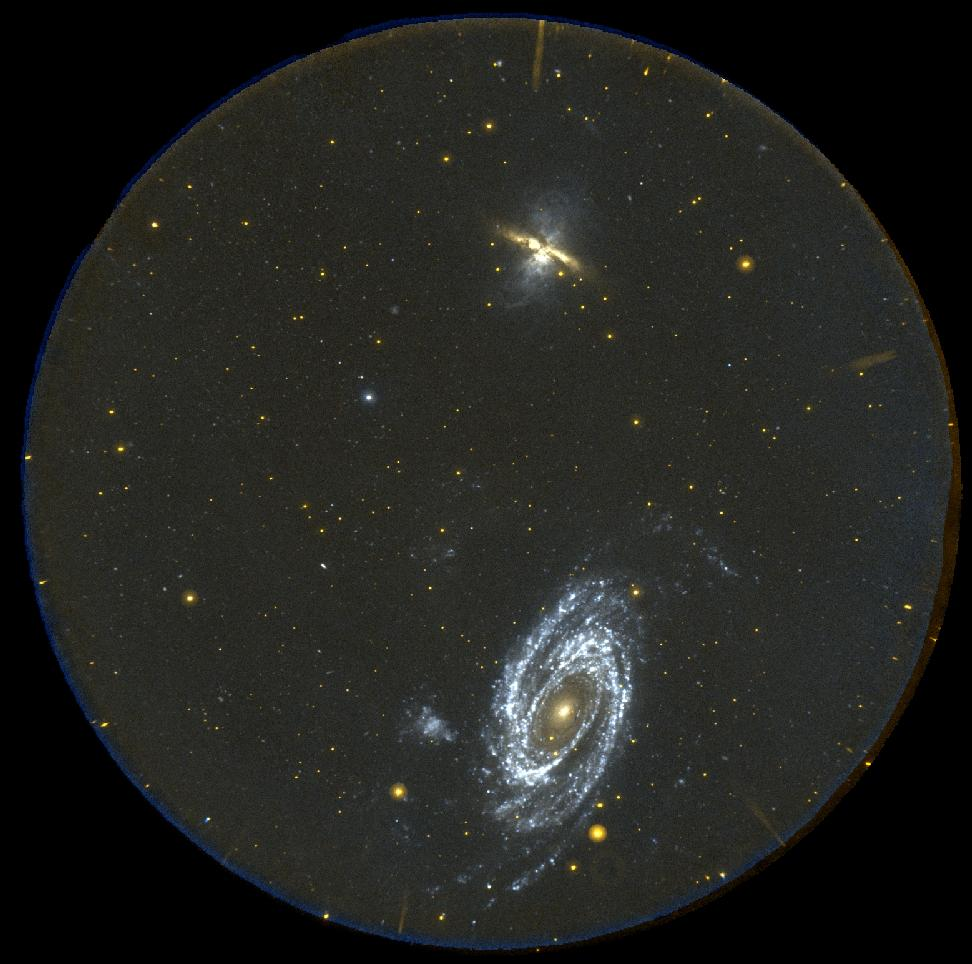
M82（上）とM81（下）
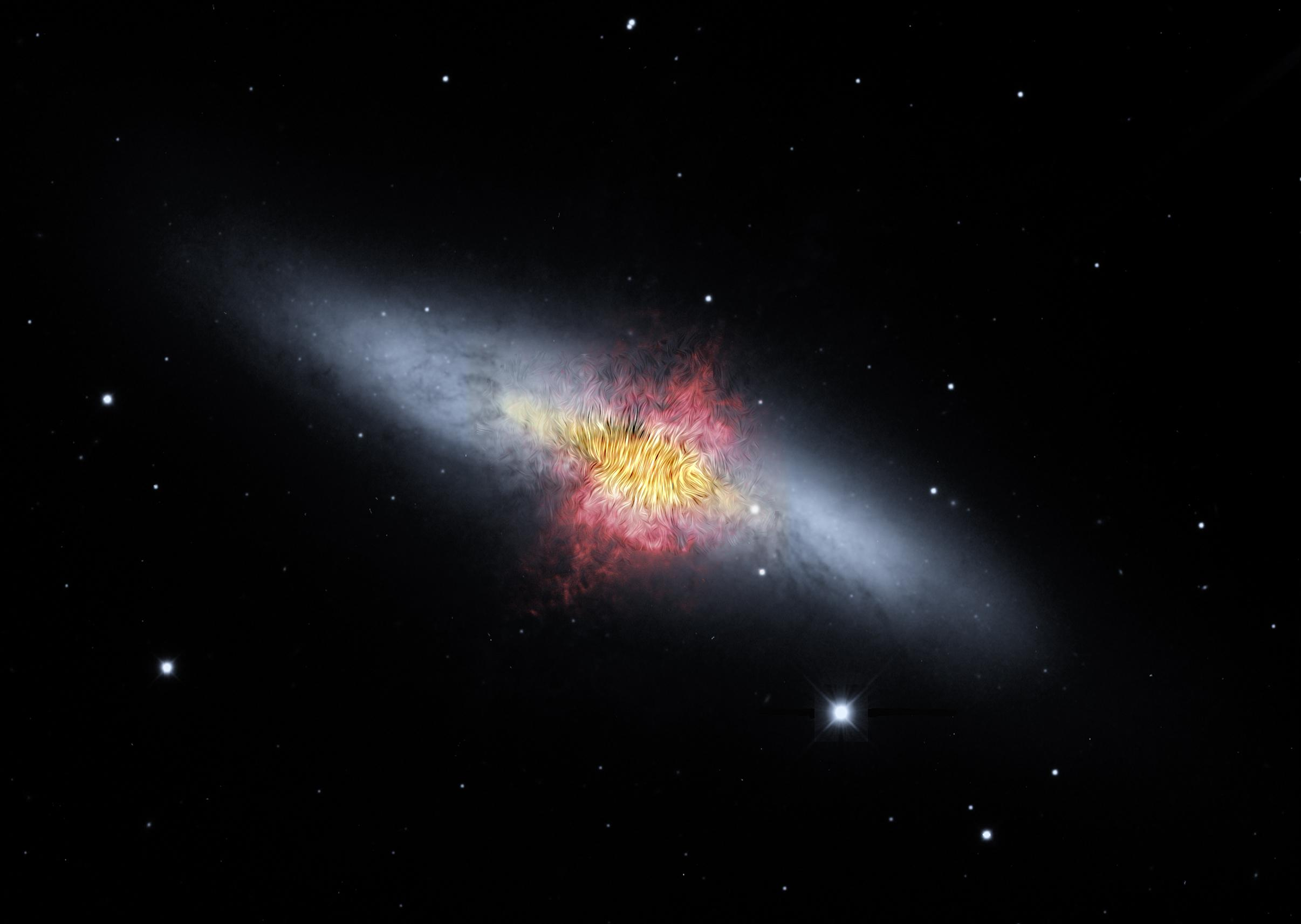
M82の磁場
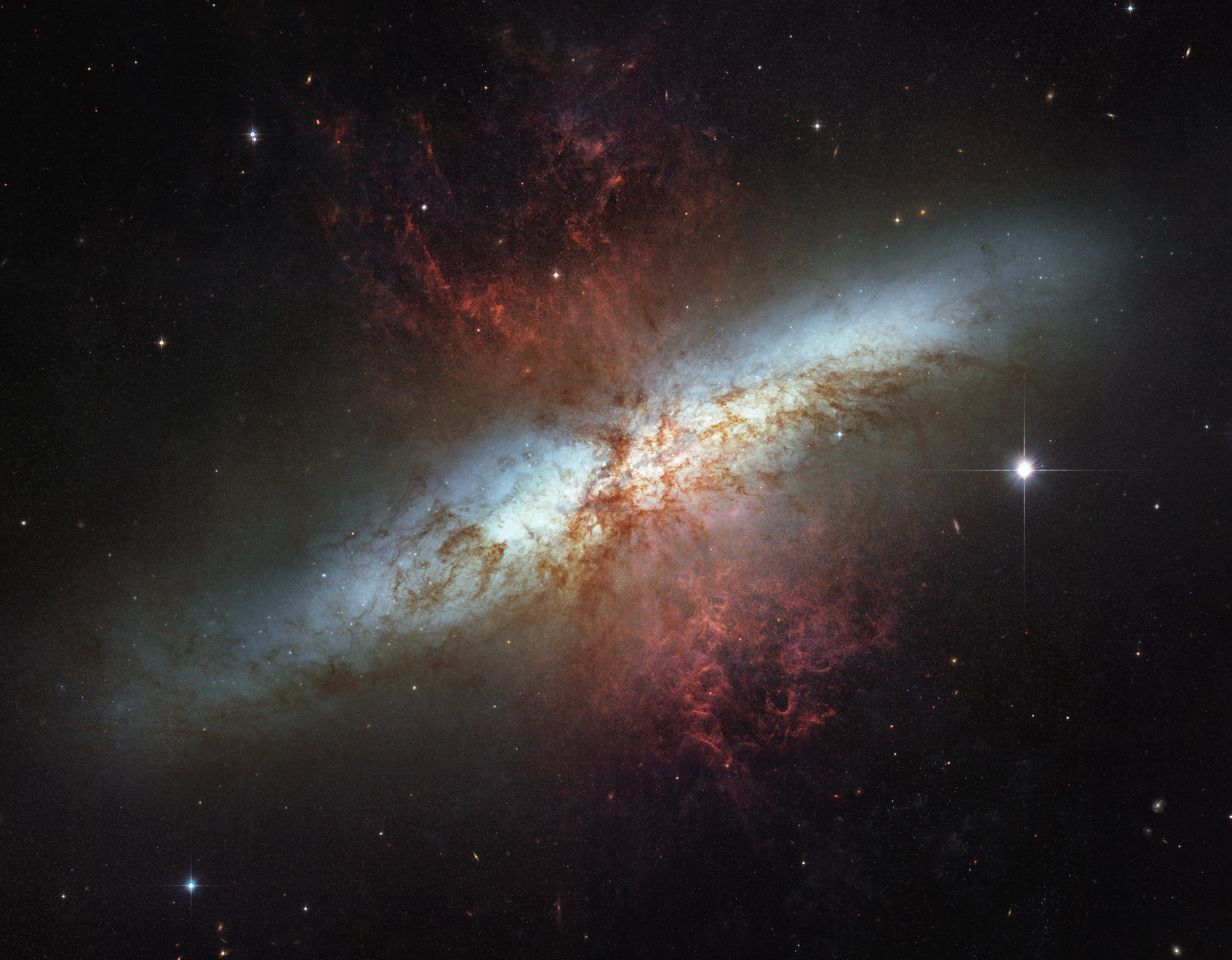
M82